# 13e étape du Tour de France 2003
Pour un article plus général, voir Tour de France 2003.
La 13e étape du Tour de France 2003 s'est déroulée le 19 juillet 2003 entre Toulouse et la station de ski Ax 3 Domaines sur un parcours de 197 km. Elle a été remportée par l'Espagnol Carlos Sastre (Team CSC) devant l'Allemand Jan Ullrich (Team Bianchi) et son compatriote Haimar Zubeldia (Euskaltel-Euskadi). L'Américain Lance Armstrong (US Postal Service-Berry Floor) conserve le maillot jaune mais voit l'Allemand revenir à 15 secondes seulement.

## Profil et parcours
Partant de la Cité de l'Espace à Toulouse, l'étape part à l'est en direction du département de l'Aude atteint peu après Villefranche-de-Lauragais. Après Mirepoix, le plateau de Sault est traversé par un faux-plat montant jusqu'au col du Portel rapidement descendu vers Quillan. La haute vallée de l'Aude est alors remontée jusqu'au terroir historique du Donezan situé dans le département de l'Ariège. La rude escalade par Mijanès du Port de Pailhères classé en première catégorie et plus haut col routier en Ariège (2 001 m) est une première sur le Tour de France. Après une vive descente jusqu'au sprint intermédiaire d'Ax-les-Thermes dans la haute vallée de l'Ariège s'enclenche alors la montée finale vers la station d'Ax-Bonascre également en première catégorie.

## Classement de l'étape
| \| Classement de l'étape \| Classement de l'étape \| Classement de l'étape \| Classement de l'étape \| Classement de l'étape \| \| Coureur \| Coureur \| Pays \| Équipe \| Temps \| \| --------------------- \| --------------------- \| --------------------- \| ----------------------------- \| --------------------- \| \| 1er \| Carlos Sastre \| Espagne \| CSC \| 5 h 16 min 08 s \| \| 2e \| Jan Ullrich \| Allemagne \| Team Bianchi \| + 1 min 01 s \| \| 3e \| Haimar Zubeldia \| Espagne \| Euskaltel-Euskadi \| + 1 min 03 s \| \| 4e \| Lance Armstrong \| États-Unis \| US Postal Service-Berry Floor \| DQ \| \| 5e \| Alexandre Vinokourov \| Kazakhstan \| Telekom \| + 1 min 18 s \| \| 6e \| Ivan Basso \| Italie \| Fassa Bortolo \| + 1 min 20 s \| \| 7e \| Juan Miguel Mercado \| Espagne \| iBanesto.com \| + 1 min 24 s \| \| 8e \| Iban Mayo \| Espagne \| Euskaltel-Euskadi \| + 1 min 59 s \| \| 9e \| Christophe Moreau \| France \| Crédit Agricole \| + 2 min 32 s \| \| 10e \| Tyler Hamilton \| États-Unis \| CSC \| + 2 min 34 s \| |                      |            |                               |                 |
| |                      |            |                               |                 |
| |                      |            |                               |                 |
| Classement de l'étape |                      |            |                               |                 |
| Coureur | Coureur              | Pays       | Équipe                        | Temps           |
| 1er | Carlos Sastre        | Espagne    | CSC                           | 5 h 16 min 08 s |
| 2e | Jan Ullrich          | Allemagne  | Team Bianchi                  | + 1 min 01 s    |
| 3e | Haimar Zubeldia      | Espagne    | Euskaltel-Euskadi             | + 1 min 03 s    |
| 4e | Lance Armstrong      | États-Unis | US Postal Service-Berry Floor | DQ              |
| 5e | Alexandre Vinokourov | Kazakhstan | Telekom                       | + 1 min 18 s    |
| 6e | Ivan Basso           | Italie     | Fassa Bortolo                 | + 1 min 20 s    |
| 7e | Juan Miguel Mercado  | Espagne    | iBanesto.com                  | + 1 min 24 s    |
| 8e | Iban Mayo            | Espagne    | Euskaltel-Euskadi             | + 1 min 59 s    |
| 9e | Christophe Moreau    | France     | Crédit Agricole               | + 2 min 32 s    |
| 10e | Tyler Hamilton       | États-Unis | CSC                           | + 2 min 34 s    |

## Classement général
| \| Classement général \| Classement général \| Classement général \| Classement général \| Classement général \| \| Coureur \| Coureur \| Pays \| Équipe \| Temps \| \| ------------------ \| -------------------- \| ------------------ \| ----------------------------- \| ------------------ \| \| 1er \| Lance Armstrong \| États-Unis \| US Postal Service-Berry Floor \| DQ \| \| 2e \| Jan Ullrich \| Allemagne \| Team Bianchi \| + 15 s \| \| 3e \| Alexandre Vinokourov \| Kazakhstan \| Telekom \| + 1 min 01 s \| \| 4e \| Haimar Zubeldia \| Espagne \| Euskaltel-Euskadi \| + 4 min 16 s \| \| 5e \| Tyler Hamilton \| États-Unis \| CSC \| + 4 min 25 s \| \| 6e \| Iban Mayo \| Espagne \| Euskaltel-Euskadi \| + 5 min 20 s \| \| 7e \| Ivan Basso \| Italie \| Fassa Bortolo \| + 7 min 01 s \| \| 8e \| Francisco Mancebo \| Espagne \| iBanesto.com \| + 7 min 02 s \| \| 9e \| Carlos Sastre \| Espagne \| CSC \| + 8 min 47 s \| \| 10e \| Christophe Moreau \| France \| Crédit Agricole \| + 9 min 19 s \| |                      |            |                               |              |
| |                      |            |                               |              |
| |                      |            |                               |              |
| Classement général |                      |            |                               |              |
| Coureur | Coureur              | Pays       | Équipe                        | Temps        |
| 1er | Lance Armstrong      | États-Unis | US Postal Service-Berry Floor | DQ           |
| 2e | Jan Ullrich          | Allemagne  | Team Bianchi                  | + 15 s       |
| 3e | Alexandre Vinokourov | Kazakhstan | Telekom                       | + 1 min 01 s |
| 4e | Haimar Zubeldia      | Espagne    | Euskaltel-Euskadi             | + 4 min 16 s |
| 5e | Tyler Hamilton       | États-Unis | CSC                           | + 4 min 25 s |
| 6e | Iban Mayo            | Espagne    | Euskaltel-Euskadi             | + 5 min 20 s |
| 7e | Ivan Basso           | Italie     | Fassa Bortolo                 | + 7 min 01 s |
| 8e | Francisco Mancebo    | Espagne    | iBanesto.com                  | + 7 min 02 s |
| 9e | Carlos Sastre        | Espagne    | CSC                           | + 8 min 47 s |
| 10e | Christophe Moreau    | France     | Crédit Agricole               | + 9 min 19 s |

## Classements annexes
| Classement par points | Classement par points | Classement par points | Classement par points | Classement par points |
| Coureur               | Coureur               | Pays                  | Équipe                | Points                |
| --------------------- | --------------------- | --------------------- | --------------------- | --------------------- |
| 1er                   | Baden Cooke           | Australie             | Fdjeux.com            | 156 pts               |
| 2e                    | Robbie McEwen         | Australie             | Lotto-Domo            | 148 pts               |
| 3e                    | Thor Hushovd          | Norvège               | Crédit Agricole       | 132 pts               |
| 4e                    | Erik Zabel            | Allemagne             | Telekom               | 126 pts               |
| 5e                    | Stuart O'Grady        | Australie             | Crédit Agricole       | 122 pts               |

| Classement par points | Classement par points | Classement par points | Classement par points | Classement par points |
| Coureur               | Coureur               | Pays                  | Équipe                | Points                |
| --------------------- | --------------------- | --------------------- | --------------------- | --------------------- |
| 1er                   | Baden Cooke           | Australie             | Fdjeux.com            | 156 pts               |
| 2e                    | Robbie McEwen         | Australie             | Lotto-Domo            | 148 pts               |
| 3e                    | Thor Hushovd          | Norvège               | Crédit Agricole       | 132 pts               |
| 4e                    | Erik Zabel            | Allemagne             | Telekom               | 126 pts               |
| 5e                    | Stuart O'Grady        | Australie             | Crédit Agricole       | 122 pts               |

| Classement de la montagne | Classement de la montagne | Classement de la montagne | Classement de la montagne     | Classement de la montagne |
| Coureur                   | Coureur                   | Pays                      | Équipe                        | Points                    |
| ------------------------- | ------------------------- | ------------------------- | ----------------------------- | ------------------------- |
| 1er                       | Richard Virenque          | France                    | Quick Step-Davitamon          | 149 pts                   |
| 2e                        | Lance Armstrong           | États-Unis                | US Postal Service-Berry Floor | DQ                        |
| 3e                        | Juan Miguel Mercado       | Espagne                   | iBanesto.com                  | 77 pts                    |
| 4e                        | Jörg Jaksche              | Allemagne                 | ONCE-Eroski                   | 75 pts                    |
| 5e                        | Christophe Moreau         | France                    | Crédit Agricole               | 72 pts                    |

| Classement de la montagne | Classement de la montagne | Classement de la montagne | Classement de la montagne     | Classement de la montagne |
| Coureur                   | Coureur                   | Pays                      | Équipe                        | Points                    |
| ------------------------- | ------------------------- | ------------------------- | ----------------------------- | ------------------------- |
| 1er                       | Richard Virenque          | France                    | Quick Step-Davitamon          | 149 pts                   |
| 2e                        | Lance Armstrong           | États-Unis                | US Postal Service-Berry Floor | DQ                        |
| 3e                        | Juan Miguel Mercado       | Espagne                   | iBanesto.com                  | 77 pts                    |
| 4e                        | Jörg Jaksche              | Allemagne                 | ONCE-Eroski                   | 75 pts                    |
| 5e                        | Christophe Moreau         | France                    | Crédit Agricole               | 72 pts                    |

| Classement du meilleur jeune | Classement du meilleur jeune | Classement du meilleur jeune | Classement du meilleur jeune | Classement du meilleur jeune |
| Coureur                      | Coureur                      | Pays                         | Équipe                       | Temps                        |
| ---------------------------- | ---------------------------- | ---------------------------- | ---------------------------- | ---------------------------- |
| 1er                          | Denis Menchov                | Russie                       | iBanesto.com                 | 55 h 44 min 31 s             |
| 2e                           | Juan Miguel Mercado          | Espagne                      | iBanesto.com                 | + 13 min 37 s                |
| 3e                           | Evgueni Petrov               | Russie                       | iBanesto.com                 | + 25 min 55 s                |
| 4e                           | Mikel Astarloza              | Espagne                      | AG2R Prévoyance              | + 28 min 35 s                |
| 5e                           | Sylvain Chavanel             | France                       | Brioches La Boulangère       | + 39 min 19 s                |

| Classement du meilleur jeune | Classement du meilleur jeune | Classement du meilleur jeune | Classement du meilleur jeune | Classement du meilleur jeune |
| Coureur                      | Coureur                      | Pays                         | Équipe                       | Temps                        |
| ---------------------------- | ---------------------------- | ---------------------------- | ---------------------------- | ---------------------------- |
| 1er                          | Denis Menchov                | Russie                       | iBanesto.com                 | 55 h 44 min 31 s             |
| 2e                           | Juan Miguel Mercado          | Espagne                      | iBanesto.com                 | + 13 min 37 s                |
| 3e                           | Evgueni Petrov               | Russie                       | iBanesto.com                 | + 25 min 55 s                |
| 4e                           | Mikel Astarloza              | Espagne                      | AG2R Prévoyance              | + 28 min 35 s                |
| 5e                           | Sylvain Chavanel             | France                       | Brioches La Boulangère       | + 39 min 19 s                |

| Classement par équipes | Classement par équipes        | Classement par équipes | Classement par équipes |
| Équipe                 | Équipe                        | Pays                   | Temps                  |
| ---------------------- | ----------------------------- | ---------------------- | ---------------------- |
| 1re                    | CSC                           | Danemark               | 164 h 11 min 05 s      |
| 2e                     | iBanesto.com                  | Espagne                | + 2 min 16 s           |
| 3e                     | Euskaltel-Euskadi             | Espagne                | + 14 min 53 s          |
| 4e                     | US Postal Service-Berry Floor | États-Unis             | + 15 min 50 s          |
| 5e                     | Team Bianchi                  | Allemagne              | + 35 min 42 s          |

| Classement par équipes | Classement par équipes        | Classement par équipes | Classement par équipes |
| Équipe                 | Équipe                        | Pays                   | Temps                  |
| ---------------------- | ----------------------------- | ---------------------- | ---------------------- |
| 1re                    | CSC                           | Danemark               | 164 h 11 min 05 s      |
| 2e                     | iBanesto.com                  | Espagne                | + 2 min 16 s           |
| 3e                     | Euskaltel-Euskadi             | Espagne                | + 14 min 53 s          |
| 4e                     | US Postal Service-Berry Floor | États-Unis             | + 15 min 50 s          |
| 5e                     | Team Bianchi                  | Allemagne              | + 35 min 42 s          |